# A Way Out
A Way Out (укр. Вихід) — пригодницька відеогра, розроблена студією Hazelight Studios і видана компанією Electronic Arts. Це друга відеогра від Йозефа Фареса, після Brothers: A Tale of Two Sons. A Way Out була анонсована на E3 2017. Гра доступна тільки в локальному або спільному онлайн режимі між двома гравцями без режиму одиночної гри. Гра вийшла на платформах PlayStation 4, Xbox One і Windows 23 березня 2018 року.

## Опис гри
Це гра виключно для двох гравців, кожен керує одним із героїв гри, Вінсентом або Лео. Доступні локальний і мережевий режими спільної гри. Динамічне розділення екрана й індивідуальні ракурси огляду забезпечують додатковий рівень занурення для кожного з гравців.